# Felsen-Steinbrech
Der Felsen-Steinbrech (Saxifraga petraea) ist eine Pflanzenart aus der Gattung Steinbrech (Saxifraga) in der Familie der Steinbrechgewächse (Saxifragaceae).

## Beschreibung

### Vegetative Merkmale
Der Felsen-Steinbrech ist eine zweijährige Pflanze, die Wuchshöhen von 10 bis 25 Zentimeter erreicht. Sie ist fast überall mit feinen, weichen Drüsenhaaren besetzt. Die Grundblätter sind mäßig dicht bis rosettig angeordnet, langgestielt und vom Umriss her halbkreis-nierenförmig. Sie haben 3 bis 5 tief eingeschnittene und grob gezähnte Lappen. Der Stängel ist zart, schlaff und gebrechlich sowie niederliegend bis bogig aufsteigend. Er ist vom Grund an verzweigt und hat Blätter. Die Blattspreite der unteren Blätter ist 8 bis 30 Millimeter lang und 10 bis 35 Millimeter breit. Der Blattstiel ist so lang wie die Spreite oder mehrmals länger. Die oberen Stängelblätter sind den unteren ähnlich, aber am Grund gestutzt oder keilförmig verschmälert und kürzer gestielt bis fast sitzend. Sie gehen allmählich in die Tragblätter über.

### Generative Merkmale
Blütezeit ist von Mai bis Juli. Der Blütenstand ist eine lockere Rispem mit langen, weit abstehenden Ästen. Er ist dicht und langdrüsig behaart. Die Blütenstiele sind dünn und um ein Vielfaches länger als die Blüten. Die 5 Kelchblätter sind eiförmig und 1,5 bis 2,5 Millimeter lang. Die 5 Kronblätter sind 7 bis 10 Millimeter lang, weiß, verkehrt-eiförmig und vorne abgestumpft. Die 10 Staubblätter sind so lang bis 1,5 mal so lang wie die Kelchzipfel. Der Fruchtknoten ist unterständig und vorn gestutzt. Die Fruchtkapsel ist breit eiförmig bis kugelig und 3 bis 4 Millimeter lang. Die Samen sind rundlich eiförmig, kahl und glatt, 0,5 Millimeter lang und nur längs der hervortretenden Mittelnaht kurz stachelwarzig.
Die Art hat die Chromosomenzahl 2n = 64.

## Vorkommen
Der Felsen-Steinbrech kommt in den Südalpen, vom Comer See bis zu den Julischen Alpen und in Jugoslawien in Höhenlagen von 200 bis 2000 Meter vor. Es gibt einen Neufund in Österreich bei der Sattnitz in Kärnten (Kutschera/Lichtenegger/Haas 1994). Der Felsen-Steinbrech gedeiht an feuchten Kalkfelsen und vorspringenden Wänden, in Höhlen der südöstlichen Alpen in Höhen von 200 bis 2000 Metern Meereshöhe.

## Taxonomie
Der Felsen-Steinbrech wurde 1759 von Carl von Linné in Systema Naturae, ed. 10, Band 2, S. 1027 als Saxifraga petraea erstbeschrieben. Ein Synonym ist Saxifraga tridactylites var. alpina L.